# Alexander Blonz
Alexander Blonz (Clamart, 17 de abril del 2000) es un jugador de balonmano noruego que juega de extremo izquierdo en el GOG Gudme. Es internacional con la selección de balonmano de Noruega.
Con la selección ganó la medalla de plata en el Campeonato Mundial de Balonmano Masculino de 2019.

## Palmarés

### Elverum
- Liga de Noruega de balonmano (2): 2020, 2021

### Pick Szeged
- Liga húngara de balonmano (1): 2022

## Clubes
- Viking HK (2016-2019)
- Elverum Handball (2019-2021)
- SC Pick Szeged (2021-2023)
- GOG Gudme (2023- )